# Diplurs
Els diplurs (Diplura, gr. "dues cues") són una classe del subfílum dels hexàpodes, molt pròxim als insectes vertaders. El seu nom fa referència a les dues prolongacions que tenen al final del cos, anomenades cercs. Són animals petits, malgrat que alguns poden assolir els 50 mm de longitud.
Els diplurs són abundants a la biota del sòl. Se n'han descrit unes 800 espècies, de les quals unes 70 habiten a l'Amèrica del Nord, 12 a la Gran Bretanya i dues a Austràlia.

## Taxonomia
La classe Diplura inclou 10 famílies:
- Família Campodeidae
- Família Procampodeidae
- Família Projapygidae
- Família Anajapygidae
- Família Japygidae
- Família Heterojapygidae
- Família Dinjapygidae
- Família Evalljapygidae
- Família Parajapygidae
- Família Octostigmatidae